# (18840) Yoshioba
(18840) Yoshioba est un astéroïde de la ceinture principale.

## Description
(18840) Yoshioba est un astéroïde de la ceinture principale. Il fut découvert le 8 août 1999 à Nanyo par Tomimaru Okuni. Il présente une orbite caractérisée par un demi-grand axe de 2,39 UA, une excentricité de 0,01 et une inclinaison de 2,6° par rapport à l'écliptique.

## Compléments